# 曲陌乡
曲陌乡，是中华人民共和国河北省邯郸市永年区下辖的一个乡镇级行政单位。

## 行政区划
曲陌乡下辖以下行政村：
曲陌一村、曲陌二村、曲陌三村、曲陌四村、尧子营村、东旧寨村、西旧寨村、北卷东村、北卷西村、西卷子村、东七方村、吕七方村、故城村、前党庄村、后党庄村、冯庄村、南卷村、许卷村、李卷村和曲卷村。